# ناحیه مرحوم
ناحیه مرحوم (به عربی: دائرة مرحوم) یک ناحیه در الجزایر است که در استان سیدی بلعباس واقع شده‌است.